# 심리철학
심리철학 또는  정신 철학(Philosophy of mind)은 마음 또는 정신 현상, 정신적 기능 내지는 성질, 의식, 또 그것들과 물리적인 몸과의 관계를 다루는 철학의 한 분과이다. '심신 문제' 또는 '몸과 마음의 문제', 즉 몸과 마음의 관계가 심리철학의 가장 중요한 이슈이다.
어떻게 눈에 보이지도 않고, 경험할 수 없는 정신(mentality)이 육체와 상호 인과관계를 맺을 수 있는가? 우리는 늘 일상에서 이런 인과관계를 경험하고 있다. 우리는 물을 마시고 싶다는 의지(정신상태) 때문에 시원한 물을 마시러 냉장고에 가며 어떤 과거의 아픈 기억들을 떠올릴 때(정신) 눈물을 흘리는(육체적 상태) 경우들을 쉽게 접할 수 있다. 심리(정신)철학은 이것에 대한 문제를 해결하려는 시도이다.
본디 심리철학은 언어철학에서 그 흐름이 이어진 것이다. 또한 현대 인식론도 결국에는 정신의 문제를 해결하지 않고서는 그 한계를 절감할 수밖에 없기에 최근 현대영미철학의 흐름은 심리철학이라고 할 수 있다.
일반적으로 한국어 번역이 "심리철학"으로 되어버린 탓에, 흔히 심리학(Psychology)과 혼동하는 사람들이 많다. 하지만, 심리철학과 심리학은 엄연히 다른 학문이며, 특히나 심리철학(Philosophy of Mind)과 별도로 심리학 철학(Philosophy of Psychology)가 별도로 존재한다. 이러한 맥락에서 "정신철학"이라는 표현이 언급되기도 한다.

## 심신문제의 역사
이원론(Dualism)과 일원론(Monism)이 이에 대한 가장 주요한 해결방안이다. 이원론은 몸과 마음이 개념적으로 서로 분리될 수 있다고 본다. 이러한 입장은 플라톤, 아리스토텔레스에 거슬러 올라간다.
고대 그리스인들은 심장에 우리의 마음(소위말하는 정신)이 있다고 보았다. 하지만 이는 과학이 발전하지 않았던 당시의 이야기에 불과하고, 우리는 현재 모든 정신작용이 우리의 두뇌(brain)에서 이뤄지고 있다는 것을 알 수 있다.
고대의 거칠고 피상적인 논의에 거쳤던 심신 문제를 본격적으로 논의한 대표적 인물은 17세기의 데카르트이다. 데카르트는 소위말하는 이원론자(dualist)로서, 심신이원론(Mind-body dualism), 그중에서도 실체이원론을 주장하였다.
그는 우선 실체(substance)라는 개념을 상정하는데, 이 실체는 '그것이 존재하기 위해 다른 어떤 것에 의존하지 않고 독립적으로 존재하는 것'이라고 할 수 있다. 모든 개개의 인간은 모두 하나의 실체이고, 지나가는 개 한마리도 실체이고 독립적으로 존재할 수 있는 것이라면 모두 실체이다. 문제는 인간은 하나의 실체라고 생각해야 하지만, 데카르트는 인간은 육체라는 실체와 정신이라는 실체 두 실체가 함께 공존하는 독특한 존재라고 생각한 것이다. 또 이 실체는 속성들을 가질 수 있는데, 육체는 연장(extension)하는 속성을 가지고(그 만큼의 공간을 점유하고 있음), 정신은 사유하는 속성을 가진다. 그도 그럴것이, 육체와 정신은 그 성격이 너무나도 다른 것이기에 데카르트는 그 둘을 분리해서 생각할 수 밖에 없었던 것 같다. 인간은 두 실체가 독립적으로 존재한다. 라고 해버리면 문제가 끝날 것 같지만, 가장 심각한 문제가 생긴다. 바로 어떻게 이질적인 두 실체가 인과관계를 맺느냐는 것이다. 그 때 데카르트는 다소 어설픈 답으로 '송과선'이라는 곳에서 두 실체가 만나 상호작용한다는 답을 제시하였으나, 이는 발전한 의학적 지식으로도 당장 받아들이기 힘든것임을 알 수 있다.
데카르트의 실체이원론 이후 많은 철학자들이 자신들의 주장을 펴기 시작하였다.
몇 가지 이론들을 살펴보자면, 우선 스피노자를 들 수 있다. 그는 어쩌면, 현대 심리철학의 대세인 속성이원론에 근접한 사람이라고도 할 수 있을 것이다.
그 다음은 라이프니츠이다. 보통 그를 떠올릴 때 흔히 단자(Monad)론을 쉽게 떠올리곤 한다. 흔히 무창 단자(Windowless Monads)는 경험을 통해 알 수 없는 형이상학적인 단자로, 단자들 끼리 인과(Causation)도 없고, 그저 이 세상에 존재하면서 세상을 움직이게 하는 최소단위와 같은 것이다. 그렇다면 세상에서 일어나고 있는 수많은 운동과 변화를 어떻게 설명할 것인가. 그에 대해 그는 "예정조화설"(Preestablished harmony)을 제시한다. 이 예정조화설은 단자들끼리의 상관관계를 신이 일정한 질서로 이미 마련해놓았다고 설명하는 방식으로, 더 이상 확장된 논의가 곤란하다는 한계를 지닌다.
그 다음으로 이성론(합리론, 지성론)에서 떠올려 볼 수 있는 사람은 말브랑슈이다. 그는 기회원인론(Occasionalism)이라고 불리는 설명을 제안했다.
현대는 실체이원론이 아닌 속성이원론(Property Dualism)으로 출발한다. 인간이라는 한 실체 안에 두 속성, 육체(phisical)적인 속성과 정신적(mental) 속성 두 속성이 존재하는 것이다. 하지만, 여전히 속성이원론자들에게 있어서도 육체와 정신간의 인과관계는 골치거리이다(김재권의 <심리철학>에서는 데카르트의 실체이원론을 버리고 속성이원론으로 간 자들이 배신의 대가로 데카르트의 악령에 의해 괴롭힘당한다는 표현을 쓴다)
일원론(Monism)으로는 과학적 방법이 전제될 수 있는 동일론(Identity Theory)의 맥락과 이중 관점 이론(Double-aspect theory 양면론)이 잘 알려져있다.

## 심성에 대한 이론들
심성 또는 심적인 것에 대해서는 다음과 같은 심리철학적 입장들이 있다.

### 행동주의
행동주의는 심적 표현을 공적으로 관찰가능하고 간주관적으로 검증가능한 조건과 사실들을 가리키는 것으로 해석한다. 논리적 행동주의는 마음을 나타내는 표현들이 행동적 현상과 물리적 현상만으로 정의되거나 적어도 번역될 수 있다고 본다. 예를 들면 '아픔'은 눈물을 흘리거나 아픈 곳을 만지는 행동으로 번역될 수 있다는 것이다. 그러나 아프더라도 눈물을 흘리거나 아픈 곳을 만지지 않을 수 있고 이러한 관계는 매우 복잡하기 때문에 마음을 행동으로 번역하는 것은 쉽지 않다. 존재론적 행동주의는 심리적인 것 중에서 행동으로 나타난 것만 존재하는 것으로 가정해야 한다는 입장이다.
방법론적 행동주의는 조금 다르게 심리학이 과학이기 위해서는 행동으로 나타난 자료에만 기반해야 한다는 입장이다. 이것은 내러한 입장에 따르면 의식상태와 같은 것은 객관적 관찰이 불가능하므로 과학적으로 다룰 수 없다. 좀 더 강한 방법론적 행동주의는 심리학의 이론이 생물의 행동을 설명할 때 충동이나 기억 같은 관찰할 수 없는 심적 상태에 의존하면 안된다는 것이다. 방법론적 행동주의는 20세기 초 심리학에 큰 영향을 끼쳤다.

### 물리주의
물리주의는 마음은 곧 두뇌의 상태라는 입장이다. 즉, 마음에서 일어나는 사건은 곧 두뇌에서 일어나는 사건과 동일하다는 것이다. 마음과 두뇌가 구체적으로 어떻게 동일한가에 대해서는 두 가지 이론이 있을수있다. 개별자 동일론은 심적 속성을 갖는 사건들은 물리적 속성도 갖는다는 이론이고, 유형동일론은 심적 속성과 물리적 속성은 같다는 것이다. 예를 들어 "어떤 고통을 느꼈을 때 어떤 신경세포 C가 자극되었다"고만 한다면 개별자 동일론이지만, "고통은 곧 신경세포 C의 자극"이라고 한다면 유형동일론이다. 유형동일론은 환원적 물리주의다.
유형동일론에 대한 한 가지 반박은 다수실현가능성(multiply realizability)이다. 다수실현가능성은 같은 심적 속성이라도 여러 가지의 물리적 속성으로 실현될 수 있다는 뜻이다. 만약 "고통은 신경세포 C의 자극과 같다"라고 한다면, 고통을 느끼는 모든 동물은 신경세포 C가 있어야만 한다. 그렇지만 생물종에 따라 두뇌의 구조가 다르기 때문에 유형동일론은 서로 다른 종의 동물에 대해 같은 종류의 심적 속성을 부여하기가 어렵게 된다.
그러나 동일론의 물리주의는 마음은 곧 두뇌의 상태라는 서로 불가분의 관계에 주목하면서 정신의 이면인 그러한 신체를 다룬다는 점에서 다수의 심리학자나 과학자들이 지지하는 관점으로 받아들여지고있다.

### 기능주의
기능주의는 심적 속성을 물리적 속성으로 환원하는 대신 생물의 기능으로 정의한다. 생물이 고통을 느끼는 이유는 상처를 받는 것을 피하기 위해서일 것이다. 따라서 동물마다 뇌의 구조는 다르더라도 상처를 감지하고 대처할 수 있는 기능이 있다면, 기능주의적 입장에서는 그 동물은 고통을 느낀다고 말할 수 있다. 기능주의의 논리를 연장한다면 생물이 아닌 기계라고 하더라도 생물과 같은 기능을 가진다면 그 기계도 마음을 가진다고 할 수 있다.
기능주의에는 인과론적 기능주의와 기계 기능주의가 있다. 인과론적 기능주의는 심적 사건을 자극과 반응을 인과적으로 매개하는 것으로 정의한다. 예를 들어 어떤 사람이 발가락을 찧었을 때(자극), 그는 고통을 느끼고(심적 사건), 비명을 지른다(반응)면 객관적으로 관찰할 수 있는 자극과 반응에 의해 심적 사건을 정의할 수 있다. 이러한 인과론적 기능주의는 심적 사건을 정의하기 위해 그 사건을 포함하여 자극과 반응을 설명하는 심리 이론을 필요로 한다. 만약 서로 다른 동물에 같은 이론이 적용될 수 있다면 두 동물은 같은 심적 속성을 갖는다고 할 수 있다. 즉, 고통 이론이 적용되는 모든 동물은 고통을 느낀다.
기계 기능주의는 마음을 일종의 튜링 기계로 보는 것이다. 즉 하나의 생물이나 시스템이 마음을 갖는다는 것은 적절한 하나의 튜링 기계를 실현한다는 것이다. 기계 기능주의는 인과론적 기능주의에서 심리 이론을 튜링 기계로 보는 것이다.

### 비환원적 물리주의
다수실현가능성에 대한 물리주의적 반론 하나는 심적 속성을 여러 가지 물리적 속성의 집합으로 환원하는 것이다. 예를 들면 "고통은 신경세포 C, D, E, …의 자극과 같다"라고 할 수 있다. 그러나 이러한 반론에도 문제가 있다. 왜냐하면 하나의 심적 속성에 대응하는 여러 물리적 속성들 사이에 어떤 공통점이 없다면, 그 물리적 속성의 집합을 다룰 수 있는 단일한 과학 이론을 세우기가 불가능하다.
심적 속성과 물리적 속성을 연결짓는 법칙이 없다면, 심적 현상과 물리적 현상 사이의 인과관계, 즉 심적 인과도 불가능하다. 심적 인과가 가능하려면 물리적 현상에 인과적으로 연결되어 있는 심적 현상은 물리적 현상이기도 해야 한다. 도널드 데이빗슨의 이 이론은 심물 법칙을 요구하지 않는 일원론이기 때문에 무법칙적 일원론이라고 한다.

## 대표적 학자
- 존 설
- 도널드 데이비드슨
- 데이비드 차머스
- 힐러리 퍼트넘
- 존 스마트

## 김재권의 환원적 물리주의
원래 김재권 교수는 무어가 윤리학에서 제시했던 수반(Supervenience)개념을 심리철학으로 끌고와 속성이원론 이론을 정립하였다. 하지만 그는 이런 자신의 입장을 바꿔, 대다수 분석철학자(Analytic Philosopher)들이 그렇듯 물리주의(Physicalism, Materialism(유물론이라고 번역하는 경우도 있으나, 넓게는 혼용되어 쓰일 수 있다))를 일관되게 주장하기 위해서는 정신적 속성(Mental Property)가 물리적 속성(Physical Property)에 환원(reduction)되어야만 한다고 주장하면서, 환원적 물리주의 이론을 주장한다. 그가 보통 수반개념을 이용한 속성이원론을 공격할 때의 주된 논점 두 가지는 바로 1) 인과적 배제의 원리와 2)인과적 과잉 결정 상황이다. 간단히 이야기해서, 하나의 결과는 하나의 원인에서 도출되는 것이어야 한다. 그런데, 다음과 같은 상황을 살펴보자. 한 사람이 총에 맞아 사망하였다. 그런데 두 사람이 동시에 그에게 총을 발사했고, 두 총알이 정확히 동시에 그의 심장을 관통하였다고 하자. 그럴 경우 두 총알 모두 그의 사망의 원인이 될 수 있을 것이다. 하지만, 이는 받아들이기 어려운 결과이다. 두 총알 중에 어느것이 진짜 사망 원인인지를 말하기가 어렵기 때문이다. 이와 마찬가지로, 심신인과에서도 이런 골치아픈 상황이 발생한다. 물리적 사건 b가 결과로서 발생했다고 했을 때, 이 물리적 사건 b는 동일한 물리적 사건인 사건 a에 의해서 야기될 수도 있지만, 동시에 정신적 사건 a 에 의해서도 야기될 수 있는 것이다. 이런 인과적 과잉 결정의 상태일 때, 물리주의자들 입장에서는 경험적으로 관찰이 힘든 정신적인 영역보다 물리적인 영역이 존재론적 우선권을 선취(Preemption)하므로, 결과가 물리적 사건이라면 원인도 물리적 사건으로 서로가 닫혀있다고 할 수 있다. (인과적 배제의 원리) 그렇다면 결국 정신적 속성은 엄연히 존재한다고 생각하지만 원인도 될 수 없고, 뭐라 말하기 힘든 곤란한 상황에 처해지게 된다. 이러한 상황을 방지하기 위해서라도 김재권은 정신적속성을 물리적 속성에 환원시켜야한다고 주장한다.

## 같이 보기
- 동물 의식
- 인공 의식
- 계산주의 마음 이론
- 체화된 인지
- 내포
- 의사 (법)
- 리처드 로티
- 앨프리드 노스 화이트헤드

## 외부 참조
- 심리철학 - 필페이퍼스
- 인디애나 철학 존재학 계획에서의 심리철학
- 율곡사상으로 본 이원과 일원